# Краснодар
Краснода̀р (на руски: Краснодар) е град в Южна Русия, административен център на Краснодарски край. Населението му през 2025 година е 1 154 885 души.
Разположен е в южната част на Кубанската низина, в подножието на Голям Кавказ.

## История
Градът е основан през 1793 година като Екатеринодар, наименуван в чест на императрица Екатерина Велика. След Октомврийската революция, през 1920 година, е прието сегашното име.

## Спорт
Представителният футболен отбор на града се казва ФК Краснодар.

## Културни забележителности
- Катедрала „Света Екатерина“
- Музей на изкуствата
- Парк и театър „Максим Горки“
- Краснодарска филхармония
- Кубански казашки хор

## Известни личности
- Анна Нетребко (р. 1971), оперна певица
- Сергей Тривиаков (р. 1973), шахматист
- Едуард Кокчаров (р. 1975), хандбалист
- Александр Бондар (р. 1972), писател